# Geografía del envejecimiento
Geografía del envejecimiento  o geografía gerontológica es un emergente campo de conocimiento de la Geografía Humana que analiza las implicaciones socio espaciales del envejecimiento de la población a partir de la comprensión de las relaciones entre el entorno físico-social y las personas mayores, a diferentes escalas, micro (ciudad, región, país), etc.
Desde la década de 1970 en diferentes países desarrollados, como Estados Unidos, Canadá, Reino Unido, Alemania, Suecia, Francia, España, Australia, Nueva Zelanda y Japón, han surgido crecientes estudios centrados en la comprensión de los patrones espaciales del envejecimiento de la población, así como aspectos relativos a los cambios residenciales y prestación de servicios de salud y sociales.
Entre los geógrafos del envejecimiento destaca S. Harper, quién identificó el fenómeno del envejecimiento asociado a la construcción social de la vejez y a los procesos de movilidad residencial de este grupo hacia la periferia urbana, principalmente residencias de ancianos y viviendas protegidas.
La contribución de los geógrafos del envejecimiento, como Graham D. Rowles, SM. Golant, S. Harper, G. Laws, están contribuyendo a la gerontología ambiental comprendiendo los aspectos ambientales de la gerontología en países desarrollados y en desarrollo. También, en España algunos geógrafos, como Gloria Fernández-Mayoralas, Fermina Rojo-Pérez y Vicente Rodríguez-Rodríguez, han realizado destacadas contribuciones al estudio de las estrategias residenciales, el acceso a los servicios de salud, y, en general, la calidad de vida de las personas mayores, así como los impactos de los jubilados del Norte de Europa en la Costa del Sol (España).  
En América Latina y España, Diego Sánchez-González ha arrojado luz sobre la profundización en temáticas como el medio ambiente construido y la calidad de vida de los ancianos, las estrategias residenciales para el mantenimiento de las personas mayores en las comunidades, el clima y la vulnerabilidad ambiental que las personas mayores pueden estar expuestos, así como en el apego al lugar, la exclusión social, el ocio, el turismo y la planificación geriátrica.
Asimismo, David Román Islas Vela, geógrafo humano mexicano, ha contribuido al campo de la geografía del envejecimiento sus obras ¿Volver al clóset? Geografías del envejecimiento contrasexual (2024) y Gerontoespacios contrasexuales en CDMX. En ambos trabajos plantea las bases epistemológicas para una geografía del envejecimiento construyendo puentes inter y transdisciplinarios, discutiendo temas sobre diversidad sexual, sexualidad, cuerpo abandono y políticas públicas. 